# Бій на річці Трубіж
Бій на річці Трубіж — бій, що відбувся 4—5 лютого 1919 року між козаками Вороньківської, Бориспільської й Баришівської сотень Армії УНР під командуванням Івана Черпака та РСЧА, на річці Трубіж, біля села Коржі, Переяславський повіт, Полтавська губернія. Завдяки виконанню дорученого бойового завдання бійцями-козаками Черпака, більшовицький наступ на Київ було затримано на два дні, що дало змогу урядовим установам евакуюватися зі столиці Української Народної Республіки до Житомира, а згодом до Вінниці й Кам'янця-Подільська для продовження боротьби проти окупантів. За радянських часів інформація про бій ретельно приховувалася, учасників бою та членів їх родин нерідко переслідували і піддавали тортурам. Лише після здобуття Україною незалежності, завдяки зусиллям місцевих краєзнавців було знайдено і опитано нащадків учасників тих подій. Їхні спогади про буремні часи початку ХХ століття висвітлено у виданні «Вороньківська козацька сотня у вирі Української революції 1917—1921 рр.» (до 100 річчя створення Вороньківської козацької сотні".

## Передісторія

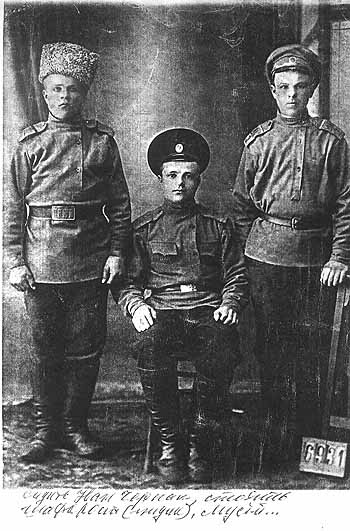
Іван Черпак (сидить у центрі) з побратимами

Коли розпочалася перша світова війна, до лав царської армії з Воронькова призвали більше п'ятисот молодих хлопців. За роки війни вони стали умілими воїнами, багато хто з них отримав звання молодших командирів, а то й золотий погон офіцера. З розвалом Російської імперії, в кінці 17-го на початку 18-го, року хлопці повернулися додому, прихопивши з собою гвинтівки, набої, а дехто й кулемет.
Важкі то були часи: в селі, як і кругом панував безлад, поліція й жандарми кудись повтікали. Революція випустила з тюрем тисячі кримінальних злочинців. Через Україну на Схід і Кавказ прямували мільйони солдатів-дезертирів, всі хотіли їсти. Солдати міняли зброю і боєприпаси на харчі. Гвинтівку і патрони до неї можна було купити за декілька буханок хліба і шмат сала. Трохи дорожче цінувалися револьвери й пістолети, особливо німецький маузер, їх легше було сховати під одягом. Вночі в селі панував страх, селом шастали озброєні банди. Вони грабували, а часто і вбивали місцевих жителів, вночі селом часто гриміли постріли, і лунали відчайдушні крики про допомогу. Так довго тривати не могло, люди згадали своє козацьке коріння. Поворотним моментом до створення організованого спротиву стало пограбування більшовицькими продзагонами вороньківського «гамазею», який зберігся у Воронькові як козацькому містечку ще з 17 століття. Знаходився гамазей у центрі села, приблизно навпроти сучасної зупинки на Бориспіль. Це була величезна дерев'яна міцна комора, в якій зберігалося зерно та інші продукти. Коли вороньківські козаки в давні часи вирушали в похід, то харчі в дорогу брали з гамазею. Пізніше, після ліквідації козацтва, гамазей перетворився на своєрідний селянський банк, куди кожна сім'я здавала по кілька пудів зерна — найтвердішої селянської валюти. Коли в сім'ї траплялося лихо, згоріла хата чи клуня з хлібом, або ж молода сім'я збиралася відділитися від батьків, збудувавши власну хату то брали своєрідний кредит хлібом у громади, який потім повертали з невеликим відсотком. В кінці 1917 року у Вороньків приїхав невеликий продзагін із Петрограда, який очолював єврей, що мав рідню у Воронькові. Організувавши мітинги, він обдурив вороньківців, пообіцявши обміняти на зерно сукно з армійських складів, а також плуги з петроградських заводів. Довірливі селяни, повантаживши зерно на підводи, відвезли в Бориспіль на залізничну станцію, звідки його відправили на Петроград. Та замість обіцяної плати з Петрограда приїхав великий озброєний продзагін, який силою зброї пограбував вороньківців, убивши кількох, що чинили опір. Це стало поштовхом до створення організованого опору «Вороньківської сотні», яку очолив Іван Іванович Черпак, 1894 р. н. Не дивлячись на свій молодий вік, він встиг 3 роки повоювати на фронті. За особисту мужність був нагороджений георгіївським хрестом, проявив організаторські здібності, і після закінчення офіцерської школи, отримав золоті погони. Після повернення додому, він включився у боротьбу за створення Української держави. 16—17 жовтня 1917 р. у Чигирині зібрався з'їзд вільного козацтва, який обрав гетьманом українського козацтва Павла Скоропадського. У Переяславі відродився козацький полк, який очолив Міхно Іван Ярофійович, житель села Сеньківка. Органічним підрозділом полку стала Вороньківська сотня. Крім вороньківців, до її складу входили жителі сіл Кийлів, Рогозів, Проців, Старе, Сошників, Рудяків та ін. За свідченням очевидців, Іван Черпак вів активну пропагандистську роботу серед жителів Лівобережжя Київщини. Він їздив із побратимами по селах, збирав мітинги, агітував селян брати до рук зброю і самим наводити порядок у селах, організовувати козацькі підрозділи самооборони. В козаки брали не всіх, перевагу надавали тим, хто побував на фронті. Молоді мали пройти вишкіл і випробувальний термін, потім складали присягу, за порушення якої покаранням була смерть. У сотні панували сувора дисципліна й порядок, що відрізняло її від інших військових формувань у час суцільної анархії. Козаки часто збиралися на навчання, де обмінювалися досвідом, здобутим на фронті; відпрацьовували тактику спільних дій у різних ситуаціях ведення бою і взаємодії між підрозділами. Поступово висувалися неформальні лідери, які ставали командирами підрозділів. Так на початок 1919 року вже декілька бійців мали звання «Сотник», а сотня фактично перетворилася в повноцінний батальйон. Більшість часу козаки, сховавши зброю, знаходилися вдома з сім'ями. По команді старшого заступали на службу з охорони в'їздів до села і вночі патрулювали вулиці, охороняючи мир і спокій мешканців сіл. Коли приходили «чергові окупанти», сотня переходила на нелегальне становище, продовжуючи вночі підтримувати порядок, а окупанти, зайнявши кругову оборону, боялися вночі виходити з будівель. Іван Черпак підтримував тісні стосунки з козаками правобережжя Київщини, яких очолював Данило Терпило (Зелений). Так у 1919 р. козаки звільнили Переяслав від більшовицьких окупантів, провівши велику раду, на якій денонсували договір Богдана Хмельницького з Росією. Разом із Зеленим Вороньківська сотня не раз звільняла Бориспіль, Бровари, також ходила в Київ. В цей час до влади на Україні в результаті військового перевороту прийшов Симон Петлюра, який робив ставку на січових стрільців, вихідців із Галичини. Петлюра зумів пересваритися з більшістю українських отаманів: Зеленим, Григор'євим, Махном, Тютюнником та ін. Нерідко українці воювали проти українців. Це і стало однією з основних причин поразки молодої Української держави.
У грудні 1918 року більшовицька армія на чолі з В. Антоновим- Овсієнком по-зрадницьки, без оголошення війни перейшла кордон та розпочала наступ з боку Курська, Гомеля та Харкова на УНР. Росіяни широко використовували китайських, угорських і латиських найманців, створивши з них так звані інтернаціональні полки. Це було дуже схоже на сучасну українсько-російську гібридну війну. Уряд директорії УНР надсилав одне з одним три звернення до Москви. Він домагався відповіді з приводу наступу російських військ на Україну. Але більшовики робили вигляд, що в Україні йде громадянська війна, і через свої комуністичні осередки поширювали цю дезінформацію.
16 січня 1919 року директорія УНР офіційно оголосила війну радянській Росії, однак час було втрачено, сили були нерівними. Та й у самій Центральній раді панували протиріччя, не було єдності. Незважаючи на опір українських військ, більшовики наближалися до Києва. З боку Харкова відступав по залізниці запорізький корпус, який очолював генерал Болбочан. В кінці січня 1919 р. за незгоду з Петлюрою Болбочан був заарештований і відсторонений від командування. Це дезорганізувало оборону.

## Розгортання бою
Сотник Іван Черпак отримав наказ від полковника Міхна. Той рушив із переяславськими козаками на станцію Гребінка, а Черпаку наказав зайняти оборону на мосту через річку Трубіж. Оголосивши мобілізацію і наказавши козакам готуватися до походу, Черпак поїхав на нараду до трипільського отамана Данила Терпила «Зеленого». Порадившись, вони вирішили на річці Трубіж знищити російську червону армію, яка налічувала близько 15 тисяч бійців, мала бронепоїзд, артилерію та кавалерію. В той час війна велась в основному поблизу залізничних колій. Війська рідко коли наважувалися відійти далі, як на постріл гармати з бронепоїзда, тому саме це і вирішив використати Черпак. Зелений мав підійти на добу-дві пізніше від вороньківців. Мороз скував поромну переправу в Рудякові і Кілові лише частина козаків Зеленого встигла переправитись, і знаходилася в Рудякові і Кальному, а більшість готувалась здійснити марш через київські мости до Баришівки. Зв'язку в той час не було.
2 лютого, 1919 року козаки вирушили полями до Трубежа. По дорозі до них приєдналися козаки з Рогозова, Іванкова, Любарець. Воїни їхали селянськими підводами, яких мобілізували для походу. З собою везли інструменти: сокири, пилки, лопати, ломи — все необхідне для побудови оборонного рубежу. Вдалося зібрати близько 350-ти досвідчених і 150-ти підпомічних козаків, що не мали бойового досвіду. Сотня також мала два кулемети. Прибувши на місце, козаки заходилися будувати оборону на лівому березі Трубежа, за мостом, розібравши близько 200 метрів залізничної колії, рейки і шпали використали для побудови укріплень. Розуміючи, що ворог має артилерію, окопи і бліндажі будувалися з розрахунку на тривалу оборону, також підготували місця для стрільби на високих деревах, що росли уздовж заплави річки. Кожен козак мав кілька зручних позицій для ведення бою і відпочинку. Оборонні споруди протяглися більш як на кілометр по обидва боки залізничного мосту. Де оборона закінчувалася, були спиляні дерева і кущі, з них зроблені барикади. Це давало можливість з іншого боку річки вести прицільний вогонь у фланг нападників. Черпак розраховував, що ворог стягне всі сили до мосту а підмога, що надійде з боку Києва, зможе перейшовши міст оточити і знищити ворожі сили в районі станції «Березань».
Обоз розташували на правому березі річки, в заростях лози і очерету біля мосту. Вздовж річки по правому березі розташувалися окремі вузли оборони — пости, а також їздили хлопці на конях і підводах, вниз і вверх від мосту, щоб не дати червоним можливості зайти в тил, переправившись через річку. Старшим по обозу і обороні правого берега Черпак поставив свого двоюрідного брата Куленка Михайла. З ним були в основному молоді, недосвідчені хлопці. В таборі варили їжу і в казанах носили хлопцям на позиції.
3 лютого надвечір більшовики зайняли станцію «Березань». В цей час до Черпака доєднався полковник Міхно з невеличким загоном вцілілих воїнів, їх відвели в тил для відпочинку. Вранці 4 лютого до позицій Вороньківської сотні підійшов ворожий бронепоїзд. Він рухався повільно і зупинився, здалеку помітивши розібрані рейки. З бронепоїзда зійшли з десяток розвідників, що відразу були знищені влучним вогнем. Відстрілюючись, бронепоїзд відступив назад. Кілька разів за день більшовики намагалися з усіх боків штурмувати позиції козаків, наступати їм доводилося по відкритому полю в глибокому снігу, несучи великі втрати. Червоні намагалися пройти і по флангах, але отримавши відсіч із позицій та з другого берега річки, відмовилися від цього задуму. Мали втрати і козаки. Вбитих і поранених підводами відвозили додому. На другий день вороги використали всі свої наявні сили. Розвантаживши на станції «Березань» кавалерію і артилерію, більшовики зранку почали масований обстріл позицій Вороньківської сотні. Під прикриттям бронепоїзда ескадрону кавалерії вдалося прорватися через позиції на міст. Невелика група козаків, що була в таборі вчинила шалений спротив, але була порубана шаблями кіннотників. У цей час більшості молодих і недосвідчених козаків на підводах вдалося втекти, або розбігтися по очеретах і лозах, частина з них потрапила в полон. Втік, запанікувавши і командир обозу Михайло Куленко, за що потім був розстріляний Черпаком. Червоні не переслідували обоз, а відразу, розігнавши пости на правому березі Трубежа, закріпилися за мостом, зайнявши кругову оборону. Вбитих і поранених козаків стягували і вкидали до великої ополонки, прорубаній біля берега коло мосту, туди ж штиками загнали й полонених. Все це бачили декілька хлопців, яким вдалося врятуватися в очеретах. А на лівому березі бій тривав і далі. Лише під вечір ворогу вдалося на лівому фланзі оборони потіснити любарецьких та іванківських козаків, загнавши частину з них у річку, так рішучою контратакою Черпак відновив позиції. Так минула друга доба бою. Допомога з боку Києва не надійшла, сотня потрапила в оточення.
Під ранок Черпак вирішив прориватись. Досвідчені фронтові розвідники переповзли через міст і без шуму ліквідували сонних вартових. Залишивши позиції, забравши зброю і поранених, козаки тихцем рушили в напрямку Воронькова. Коли зійшло сонце, розлючені вороги організували погоню. За цей час козаки пройшли кілька кілометрів, попереду колони йшов невеликий передовий загін, потім обоз із пораненими, яких несли на ношах. Основні сили йшли позаду, разом із Черпаком. На невеликих дерев'яних санчатах тягли 2 вцілілі кулемети. Почувши ззаду погоню, по команді колона розвернулася півколом назустріч ворогу, кулемети розташували по флангах. Черпак наказав замаскуватися снігом і без команди не стріляти. Обоз із пораненими продовжував рух. З десяток козаків мали відстрілюватись і відходити, імітуючи втечу.
Ось задвигтіла мерзла земля і на дорозі з'явилася колона вершників під червоним прапором. Побачивши козаків, що втікали, більшовики вихопили шаблі і прискорили рух, не помітивши засідки. Коли до ворога залишалося метрів 100, пролунала команда: «До бою готуйсь! Цільсь! Вогонь!» — і за хвилину ворожий ескадрон був знищений. По полю лише бігали коні без вершників.
Черпак наказав добити поранених, забрати прапор, коней і форму вбитих ворогів; полонених не брати — ми їх сюди не кликали. Червоні цілу добу відновлювали розібрані рейки, ховали своїх загиблих, приводили до ладу свої війська. Всього вони втратили близько 800 бійців. Зайнявши станцію Березань 3 лютого, в Київ окупанти добралися лише надвечір, 7 лютого, більш ніде по дорозі не зустрівши серйозного опору.
Бій на Трубежі був одною з найбільших поразок російських окупантів на Україні. Він не став нашою перемогою тільки через відсутність єдності серед українців. Виявилось, що Петлюра, послухавши «мудрих» радників, вирішив не обороняти Київ, а здати його без бою, відступивши на захід. Більше того, він послав січових стрільців проти Зеленого, намагаючись роззброїти його козаків. Шлях через київські мости було відрізано, а морози, що вдарили в цей час, закрили і водні переправи через Дніпро, лід був занадто тонкий. Всього цього Черпак не міг знати, тому й залишився один на один із ворогом.

## Вшанування пам'яті загиблих
За радянських часів подвиг, який здійснили козаки на річці Трубіж, залишався невідомим. І лише на початку 90-х років зусиллями місцевих краєзнавців з сіл Воронькова та Іванкова вдалося віднайти інформацію про цю сторінку української історії. Сьогодні у селі Вороньків, звідкіля і розпочався хоч і короткий, але славний шлях козацької сотні Черпака, встановлено пам'ятник загиблим у цьому бою. На роковини бою регулярно служать панахиди та проводять мітинги-реквієми.
У 2003 році поет Микола Карпенко написав поему-роздум «Отаман Черпак», присвячену односельцю Іванові Черпакові — командиру Вороньківської сотні.
У 2018 році відомий український перекладач і поет Всеволод Ткаченко написав «Баладу про Трубіж».